# دنیس مارکوناتو
دنیس مارکوناتو (ایتالیایی: Denis Marconato؛ زادهٔ ۲۹ ژوئیهٔ ۱۹۷۵) بازیکن بسکتبال اهل ایتالیا بود.
از باشگاه‌هایی که در آن بازی کرده‌است می‌توان به یونیورسو ترویزو، المپیا میلان، و باشگاه بسکتبال بارسلونا اشاره کرد.
وی در مسابقات کشوری و بین‌المللی در مجموع برندهٔ ۱ مدال طلا، ۲ مدال نقره، ۱ مدال برنز شده‌است.